# Ciro de Constantinopla
Ciro de Constantinopla (em grego: Κύρος; romaniz.: Kyros) foi o patriarca de Constantinopla de 705 a 712 Ciro foi elevado ao trono patriarcal pelo imperador bizantino Justiniano II como um substituto ao patriarca deposto Calínico I. Logo após a queda de Justiniano II, em dezembro de 711, Ciro foi também substituído pelo novo imperador Filípico por João VI, que dividia com Filípico simpatias pela doutrina monotelita.